# حزب القوى العمالية
القوى العمالية كان حزبا سياسيا في السودان. تأسس في عام 1967 بقيادة قادة نقابيين راديكاليين، لا سيما بين عمال السكك الحديدية.  تنافست القوى العمالية على مقعد عطبرة في انتخابات الجمعية التأسيسية لعام 1968.   فاز مرشحها الحاج عبد الرحمن بالمقعد بـ5204 صوت (0.29٪ من الأصوات الوطنية)    كان الحاج أحد اثنين من قادة الحزب الشيوعي السوداني تم انتخابهما عام 1968. 